# Bemisiella lespedezae
Bemisiella lespedezae là một loài côn trùng cánh nửa trong họ Aleyrodidae, phân họ Aleyrodinae.
Bemisiella lespedezae được Danzig miêu tả khoa học đầu tiên năm 1966.